# Moca radiata
Espèce
Synonymes
- Jobula radiata Walsingham, 1897
- Imma radiata (Walsingham, 1897)

Moca radiata est une espèce de lépidoptères de la famille des Immidae. Elle a été décrite par Walsingham en 1897. On la trouve en République démocratique du Congo et au Gabon,,.

## Description de l'imago
L'envergure est de 17-18 mm. Les ailes antérieures sont d'un gris olive foncé, avec des lignes orange-ocre marquant les interstices entre les nervures, la base extrême de la côte étroitement orange-ocre. Une ligne orange-ocreuse distincte, commençant près de la base sous la côte, suit le bord supérieur de la cellule jusqu'au milieu de la longueur de l'aile, suivie de quelques taches de la même couleur autour de l'angle supérieur de la cellule, divergeant obliquement vers le bas et rejoignant presque l'extrémité extérieure d'une ligne médiane de la même couleur, qui se termine dans la direction de la base à la moitié de la longueur de la cellule. Il y a aussi une ligne de la même couleur le long du pli et une certaine suffusion d'écailles orange et ocres sous le pli. Au-delà de l'extrémité de la cellule, une série de 9 ou 10 lignes séparées orange-ocreuses divergent en éventail entre les nervures, et sont marginalisées, à leurs extrémités extérieures, par un demi-cercle distinct de la couleur de fond gris olive, qui est suivi d'un espace orange-ocre, lui aussi semi-circulaire, mais n'atteignant pas les marges, l'espace apical étant gris olive foncé. Les ailes postérieures sont brunes.